# Томмі Бернс (футболіст)
То́ммі Бернс (англ. Tommy Burns, 16 грудня 1956, Глазго — 15 травня 2008, Глазго) — шотландський футболіст, що грав на позиції півзахисника. По завершенні ігрової кар'єри — тренер.
Виступав, зокрема, за клуб «Селтік», у складі якого — шестиразовий чемпіон Шотландії і п'ятиразовий володар Кубка Шотландії, а також національну збірну Шотландії. Згодом працював як головний тренер зокрема із цими командами.

## Клубна кар'єра
У дорослому футболі дебютував 1975 року виступами за «Селтік», в якому провів чотирнадцять сезонів, взявши участь у 353 матчах чемпіонату. Більшість часу, проведеного у складі «Селтіка», був основним гравцем команди. За цей час шість разів виборював титул чемпіона Шотландії.
Завершив професійну ігрову кар'єру у клубі «Кілмарнок», за команду якого виступав протягом 1989—1994 років.

## Виступи за збірну
У 1981 році дебютував в офіційних матчах у складі національної збірної Шотландії. Протягом кар'єри у національній команді, яка тривала 8 років, провів у її формі 8 матчів.

## Кар'єра тренера
Розпочав тренерську кар'єру, ще продовжуючи грати на полі, 1992 року, очоливши тренерський штаб клубу «Кілмарнок». Був граючим тренером команди протягом двох сезонів.
Завершивши ігрову кар'єру у 1994 році, отримав запрошення очолити тренерський штаб «Селтіка», який у порівнянні з 1980-ми погіршив свої результати і на той час не міг нав'язати одвічним суперникам з «Рейнджерс» боротьбу у суперечці за титил чемпіонів Шотландії. З приходом Бернса «кельти» дещо покращили результати, проте єдиним їх трофеєм за три сезони роботи цього наставника став кубок Шотландії 1995 року.
Згодом протягом 1998–1999 років очолював тренерський штаб англійського «Редінга». 2000 року повернувся до «Селтіка», де обіймав різні тренерські позиції.
2002 року став асистентом німця Берті Фогтса у тренерському штабі збірної Шотландії. Після відставки останнього у 2004 році виконував обов'язки головного тренера національної команди, яка провела під його керівництвом одну офіційну гру.
Згодом повернувся до роботи у «Селтіку», де займався розвитком молодих футболістів. Навесні 2006 року клуб повідомив, що Бернс проходить лікуання від меланоми. Попри тривале лікування від цього онкологічного захворювання Бернс помер 15 травня 2008 року на 52-му році життя у місті Глазго.

## Титули і досягнення

### Як гравця
- Чемпіон Шотландії (6):

«Селтік»: 1976-1977, 1978-1979, 1980-1981, 1981-1982, 1985-1986, 1987-1988
- Володар Кубка Шотландії (5):

«Селтік»: 1976-1977, 1979-1980, 1984-1985, 1987-1988, 1988-1989

### Як тренера
- Володар Кубка Шотландії (1):

«Селтік»: 1994-1995